# PFF Cup
Der PFF Cup ist ein nationaler Fußballwettbewerb in Pakistan. Der Wettbewerb, der seit 1979 ausgetragen wird, wird von der Pakistan Football Federation organisiert.

## Namensänderungen
| von  | bis   | Name                                     |
| ---- | ----- | ---------------------------------------- |
| 1979 |       | Inter-Departmental Championship          |
| 1984 | 1985  | Inter Provincial Championship            |
| 1987 |       | President-PFF Cup                        |
| 1992 | 1994  | Pakistan Inter-Departmental Championship |
| 1996 | 2003  | PFF President’s Cup                      |
| 2005 | 2015  | National Challenge Cup                   |
| 2016 | heute | PFF Cup                                  |

## Sieger
| Jahr | Sieger                                        | Ergebnis                 | Finalist                           |
| ---- | --------------------------------------------- | ------------------------ | ---------------------------------- |
| 1979 | Sindh Government Press                        |                          | Muslim Commercial Bank             |
| 1984 | Pakistan International Airlines FC            |                          | WAPDA F.C.                         |
| 1985 | Habib Bank Limited FC                         |                          | National Bank of Pakistan FC       |
| 1987 | Crescent Textile Mills FC                     |                          | Karachi Port Trust FC              |
| 1990 | Karachi Port Trust FC                         |                          | Habib Bank Limited FC              |
| 1991 | Markers Club                                  |                          | Karachi Port Trust FC              |
| 1992 | Crescent Textile Mills FC                     |                          | Markers Club                       |
| 1993 | National Bank of Pakistan FC                  |                          | Pakistan Steel FC                  |
| 1994 | Frontier Constabulary FC                      |                          | Pakistan Air Force FC              |
| 1996 | Allied Bank Limited FC                        | 3:1                      | Pakistan Army FC                   |
| 1998 | Allied Bank Limited FC                        | 1:0                      | Karachi Port Trust FC              |
| 1999 | Allied Bank Limited FC                        | 1:1 (n. V.), 5:4 (n. E.) | Khan Research Laboratories FC      |
| 2000 | Pakistan Army FC                              | 1:0                      | Allied Bank Limited FC             |
| 2001 | Pakistan Army FC                              |                          | Khan Research Laboratories FC      |
| 2002 | Allied Bank Limited FC                        | 1:1 (n. V.), 4:2 (n. E.) | WAPDA F.C.                         |
| 2003 | Pakistan Telecommunication Company Limited FC |                          | Karachi Port Trust FC              |
| 2005 | Pakistan Telecommunication Company Limited FC | 2:1                      | WAPDA F.C.                         |
| 2008 | Pakistan Navy FC                              | 3:1                      | Khan Research Laboratories FC      |
| 2009 | Khan Research Laboratories FC                 | 1:0                      | Pakistan International Airlines FC |
| 2010 | Khan Research Laboratories FC                 | 4:0                      | Pakistan Navy FC                   |
| 2011 | Khan Research Laboratories FC                 | 1:0                      | K-Electric FC                      |
| 2012 | Khan Research Laboratories FC                 | 0:0 (n. V.), 3:1 (n. E.) | K-Electric FC                      |
| 2013 | National Bank of Pakistan FC                  | 1:0                      | K-Electric FC                      |
| 2014 | Pakistan Air Force FC                         | 3:1 (n. V.)              | K-Electric FC                      |
| 2015 | Khan Research Laboratories FC                 | 3:0                      | Pakistan International Airlines FC |
| 2016 | Khan Research Laboratories FC                 | 1:0                      | National Bank of Pakistan FC       |
| 2018 | Pakistan Air Force FC                         | 2:1                      | WAPDA F.C.                         |
| 2019 | Pakistan Army FC                              | 3:2                      | Sui Southern Gas Company FC        |
| 2020 | WAPDA F.C.                                    | 1:0                      | Sui Southern Gas Company FC        |